# Kanoê
Kanoê es un pueblo indígena del sur de la Amazonia, que habita en el occidente de Brasil. Los kanoê hablaban una lengua propia, no clasificada, pero actualmente sólo hay 7 hablantes de esa lengua. Usan un sombrero típico que tiene la misma forma redonda de los sombreros regionales, pero es confeccionado con tallos de palmera entrelazados y cintas decorativas de lona plástica negra.

## Historia
Los kanoê hacían parte del complejo cultural del Marico, y habitaban malocas de familias extensas en las márgenes del caño Kauruá, en la región de los ríos Carvão y Machado, al Sur del estado de Rondônia. Cultivaban maíz, algodón, taioba (Xanthosoma sagittifolium), maní y habas, y también practicaban la caza, la pesca y la recolección de frutos y fabricaban canastas de distintos tamaños hechas con fibra de tucum (Astrocaryum vulgare).
En el periodo colonial, la política portuguesa en la región tuvo como estrategia mantener a los indígenas en sus propios territorios para que ellos mismos actuaran contra los españoles en la defensa de las fronteras.
A partir de la segunda mitad del siglo XIX la Amazonia fue invadida por colonos debido a la fiebre del caucho. Varios pueblos indígenas decidieron aislarse, habitando las áreas menos accesibles, entre ellos los Kanoê, parte de los cuales fueron contactados por el General Rondon y su comitiva, que recorrían la región de los ríos Pimenta Bueno y Coprumbiara en 1909.
Cuando la demanda por el caucho aumentó en el contexto de la Segunda Guerra Mundial muchas áreas fueron invadidas, sus habitantes sufrieron epidemias y varios fueron obligados a abandonar sus territorios para instalarse en los barracas como trabajadores. En 1940, los Kanoê que vivían en la margen del río Pimenta Bueno a donde probablemente habían migrado, fueron casi todos llevados para el río Guaporé y asentados en el antiguo puesto indígena Ricardo Branco, hoy puesto indígena Guaporé, con otras etnias.
Durante la dictadura militar, muchos terratenientes fueron beneficiados por "certificaciones negativas" y  derribaron la selva, sembraron pasto y edificaron construcciones para dar prueba de ocupación y usufructo de esas tierras y muchas veces utilizaban mano de obra indígena.
Una familia de kanoê aislados se refugió en el río Omerê y mantuvo intercambios con los Akunt'su aislados.